# 1940 في أستراليا
فيما يلي قوائم الأحداث التي وقعت خلال عام 1940 في أستراليا.

## سياسة

### تعيين في المنصب
- 21 سبتمبر – هيربرت فير إيفات عضو مجلس النواب الأسترالي.
- 28 أكتوبر – ايرل بيج وزير الزراعة والموارد المائية [الإنجليزية]‏.
- 28 أكتوبر – هارولد هولت وزير الصناعة والابتكار [الإنجليزية]‏.

## رياضة
- 1 يناير – البطولات الأسترالية 1940

## مواليد

### يناير
- 12 يناير – بوب هيويت

### فبراير
- 27 فبراير – بيل هنتر ممثل أسترالي.

### مارس
- 8 مارس – باري سميث متسابق دراجات نارية أسترالي.
- 8 مارس – دون باركر ممثل أسترالي.
- 20 مارس – دايفيد كينيدي سياسي أسترالي.

### أبريل
- 29 أبريل – ماكس كولين ممثل أسترالي.

### يونيو
- 11 يونيو – رودني تايلور
- 15 يونيو – كين فليتشر لاعب كرة مضرب أسترالي.

### يوليو
- 4 يوليو – بوب كارمايكل لاعب كرة مضرب أسترالي.

### أغسطس
- 16 أغسطس – بروس بيريسفورد مخرج أفلام أسترالي.
- 31 أغسطس – جاك تومسون ممثل أسترالي.

### أكتوبر
- 15 أكتوبر – بيتر دوهرتي
- 18 أكتوبر – مارتن موليجان لاعب كرة مضرب أسترالي.

### نوفمبر
- 25 نوفمبر – غورغانيا بكيت سبّاحة أسترالية.